# Рока Пиеторе
Ро̀ка Пиѐторе (на италиански: Rocca Pietore; на венециански: la Ròcia, ла Роча, на немски: Rukepraun, Рукепраун) е село и община в Северна Италия, провинция Белуно, регион Венето. Разположено е на 1143 m надморска височина. Населението на общината е 1292 души (към 2014 г.).